# Craig Harrison (Schriftsteller)
Craig Harrison (* 1942 in Leeds, England) ist ein neuseeländischer Schriftsteller, der durch den Roman Quiet Earth bekannt wurde. Der Roman erschien 1981 und wurde im Jahre 1985 unter demselben Titel filmisch adaptiert (Quiet Earth – Das letzte Experiment).
Harrison kam 1966 nach Neuseeland und war Lehrer an der Massey University, wo er Kurse in Kunstgeschichte und Filmwissenschaften hielt. Er hat mehrere Romane, Theaterstücke und Fernsehkomödien geschrieben.

## Werke

### Romane
- Broken October (1976)
- The Quiet Earth (1981)
- Days of Starlight (1988)
- Grievous Bodily (1991)
- The Dumpster Saga (2007)

### Theaterstücke
- Tomorrow Will Be a Lovely Day (1974)
- The Whites of Their Eyes (1975)
- Ground Level (1981)
- White Lies (1994)

### Sachbuch
- How to be a Pom (1974)